# Prélude et fugue en si bémol mineur (BWV 867)
Le Clavier bien tempéré I
Pour un article plus général, voir Le Clavier bien tempéré.
Vous lisez un « bon article » labellisé en 2020.
Le prélude et fugue en si bémol mineur (BWV 867) est le 22e couple de préludes et fugues du premier livre du Clavier bien tempéré de Jean-Sébastien Bach, compilé vers 1722. 
Après la clarté du si bémol majeur, Bach entraîne son auditeur vers un diptyque d'intense douleur et difficile à réaliser au clavier. Le pathétique prélude, dans un rythme typique et lancinant de dactyle, prépare la fugue à cinq voix, dans le genre du stile antico. Le sujet est traité en strettes jusqu'aux dernières mesures, où Bach fait entendre une dernière strette magistrale sous la forme rarissime d'un canon à cinq voix.
Les deux cahiers du Clavier bien tempéré sont considérés comme une référence par nombre de compositeurs et pédagogues. D'abord recopiés par les musiciens, puis édités au début du XIXe siècle, outre le plaisir musical du mélomane, ils servent depuis l'époque de leur composition à l'étude de la pratique du clavier et à l'art de la composition.

## Contexte
Le Clavier bien tempéré est tenu pour l'une des plus importantes œuvres de la musique classique. Elle est considérée comme une référence par Joseph Haydn, Mozart, Beethoven, Robert Schumann, Frédéric Chopin, Richard Wagner, César Franck, Max Reger, Gabriel Fauré, Claude Debussy, Maurice Ravel, Igor Stravinsky, Charles Koechlin et bien d'autres, interprètes ou admirateurs. Hans von Bülow la considérait non seulement comme un monument précieux, mais la qualifiait d’Ancien Testament, aux côtés des trente-deux sonates de Beethoven, le Nouveau Testament. 
Les partitions, non publiées du vivant de l'auteur, se transmettent d'abord par des manuscrits, recopiées entre musiciens (enfants et élèves de Bach, confrères…) jusqu'à la fin du XVIIIe siècle avec déjà un succès considérable. Grâce à l'édition, dès le début du XIXe siècle, leur diffusion s'élargit. Elles trônent sur les pupitres des pianistes amateurs et musiciens professionnels, et se donnent au concert, comme Chopin qui en joue pour lui-même une page, avant ses apparitions publiques. L'œuvre est utilisée dès Bach et jusqu'à nos jours, pour la pratique du clavier mais également pour l'enseignement de l'art de la composition ou de l'écriture de la fugue. La musique réunie dans ces pages est donc éducative, mais également plaisante, notamment par la variété, la beauté et la maîtrise de son matériau.
Chaque cahier est composé de vingt-quatre diptyques (préludes et fugues) qui explorent toutes les tonalités majeures et mineures dans l'ordre de l'échelle chromatique. Le terme « tempéré » (Gamme tempérée) se rapporte à l'accord des instruments à clavier, qui pour moduler dans des tons éloignés, nécessite de baisser les quintes (le ré bémol se confondant avec le do dièse), comme les accords modernes. Ainsi l'instrument peut jouer toutes les tonalités. Bach exploite donc de nouvelles tonalités quasiment inusitées de son temps, ouvrant de nouveaux horizons harmoniques.
Les préludes sont inventifs, parfois proches de l'improvisation, reliée à la tradition de la toccata, de l'invention ou du prélude arpégé. Les fugues n'ont rien de la sécheresse de la forme, que Bach rend expressive. Elles embrassent un riche éventail de climats, d'émotions, de formes et de structures qui reflètent tour à tour la joie, la sérénité, la passion ou la douleur et où l'on trouve tout un monde vibrant d'une humanité riche et profonde. Certaines contiennent plusieurs procédés (strette, renversement, canons, etc.), d'autres non, dans une grande liberté et sans volonté de systématisme, ce qu'il réserve à son grand œuvre contrapuntique, L'Art de la fugue, composé entièrement dans une seule tonalité, le ré mineur.

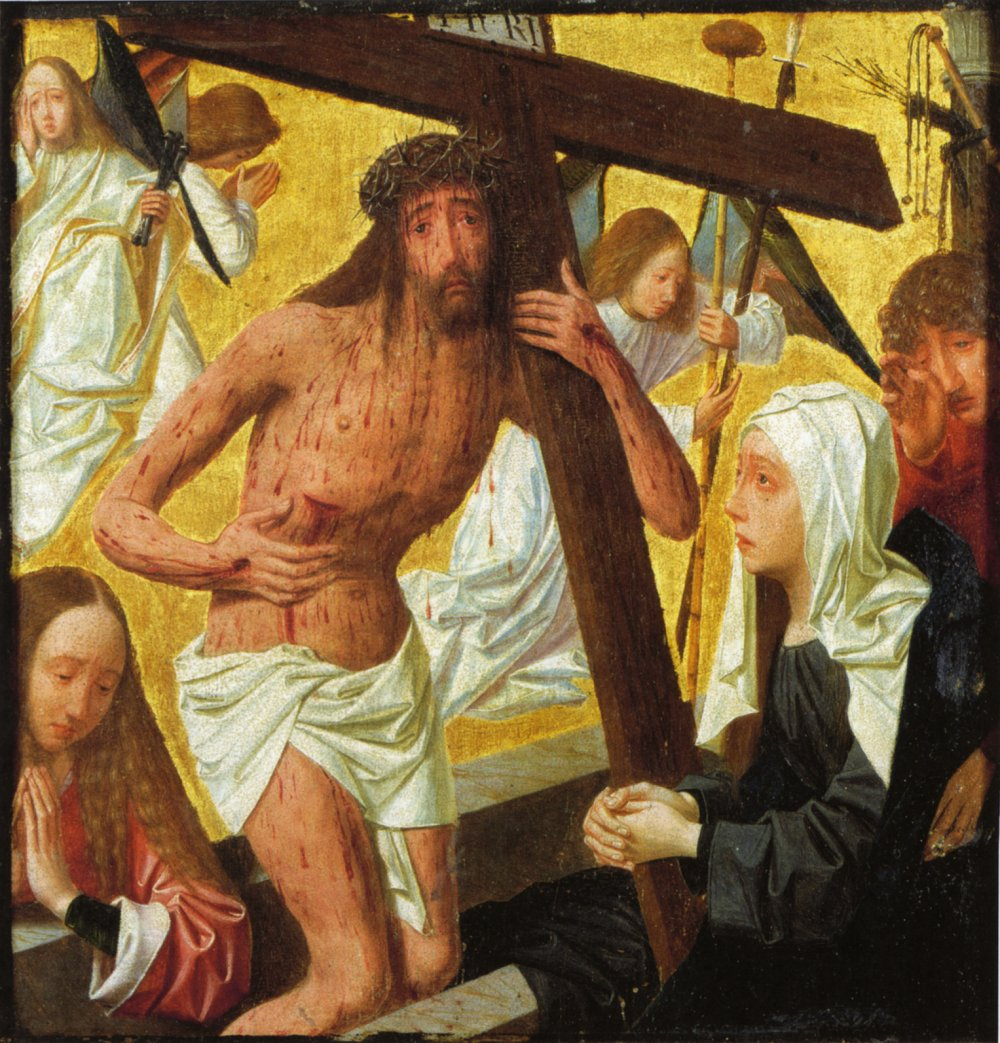
Christ de Geertgen tot Sint Jans (c. 1486).

## Prélude
Le prélude, noté , comporte 29 mesures.
Construit sur le rythme lancinant de dactyle, ce prélude en marche funèbre est l'un des plus expressifs, produisant une « impression d'une douleur inconsolable » qui peut évoquer l'atmosphère du Wegweiser (« Le Poteau indicateur », no 20) du Voyage d'hiver de Schubert et la marche vers le Calvaire. 
Si l'essentiel de la pièce est à quatre ou cinq voix, avec d'admirables harmonies, dissonances et secondes gémissantes, etc. Bach ajoute jusqu'à neuf parties sur un accord de septième diminuée, avant le premier point d'orgue (mesure 22). 
L'atmosphère se détend pour les deux dernières mesures en majeur.

## Fugue
La fugue à cinq voix, notée , est longue de 75 mesures. 
C'est l'un des sommets du Clavier bien tempéré dans le genre du stile antico ; un morceau très difficile, aussi bien par sa conception que techniquement.
Le sujet est composé de six notes : une chute de quarte (mutée en quinte pour la réponse), puis d'un saut immense de neuvième mineur, du fa au sol . La réponse commence avant la fin de l'exposition, mesure 3, si on considère le sujet un peu plus long, faisant de la traîne un contre-sujet, sauf pour la basse (mesure 15) et dans les canons, où il se trouve écourté. L'écart de neuvième a reçu plusieurs explications symboliques : sagesse, folie, désespoir, grande détresse…

Alors que dans l'autre fugue à cinq voix, Bach étageait l'entrée des voix de l'exposition du grave à l'aigu à la Corelli, ici, il inverse le processus en commençant, comme le motet par le soprano pour descendre vers la basse, procédant à une irrégularité aux mesures 6 à 9. Ces fugues occupant une position symétrique par rapport au do naturel d'une part et au si naturel d'autre part, la « coïncidence » ne peut être que le fruit d'une volonté de construction.
La fugue est structurée en deux sections égales (mesures 1–37 et 37–73). Elle n'est pas constamment à cinq voix : les deux sopranos se taisent de la mesure 37 à 50 et l'alto est absent des mesures 56–68.

À la mesure 67, Bach réalise une strette magistrale, un canon à cinq voix — fort difficile à lire sur deux portées ou à jouer au clavier. Il lance le sujet, toujours dans l'ordre du début (soprano à basse, en descendant), décalé à la blanche, ce qui fait carillonner les quartes et les quintes en chute sur deux octaves. Un canon à cinq voix est une chose unique dans la littérature musicale (excepté la fugue en si mineur pour orgue, BWV 579 — mais à quatre voix).

## Origines

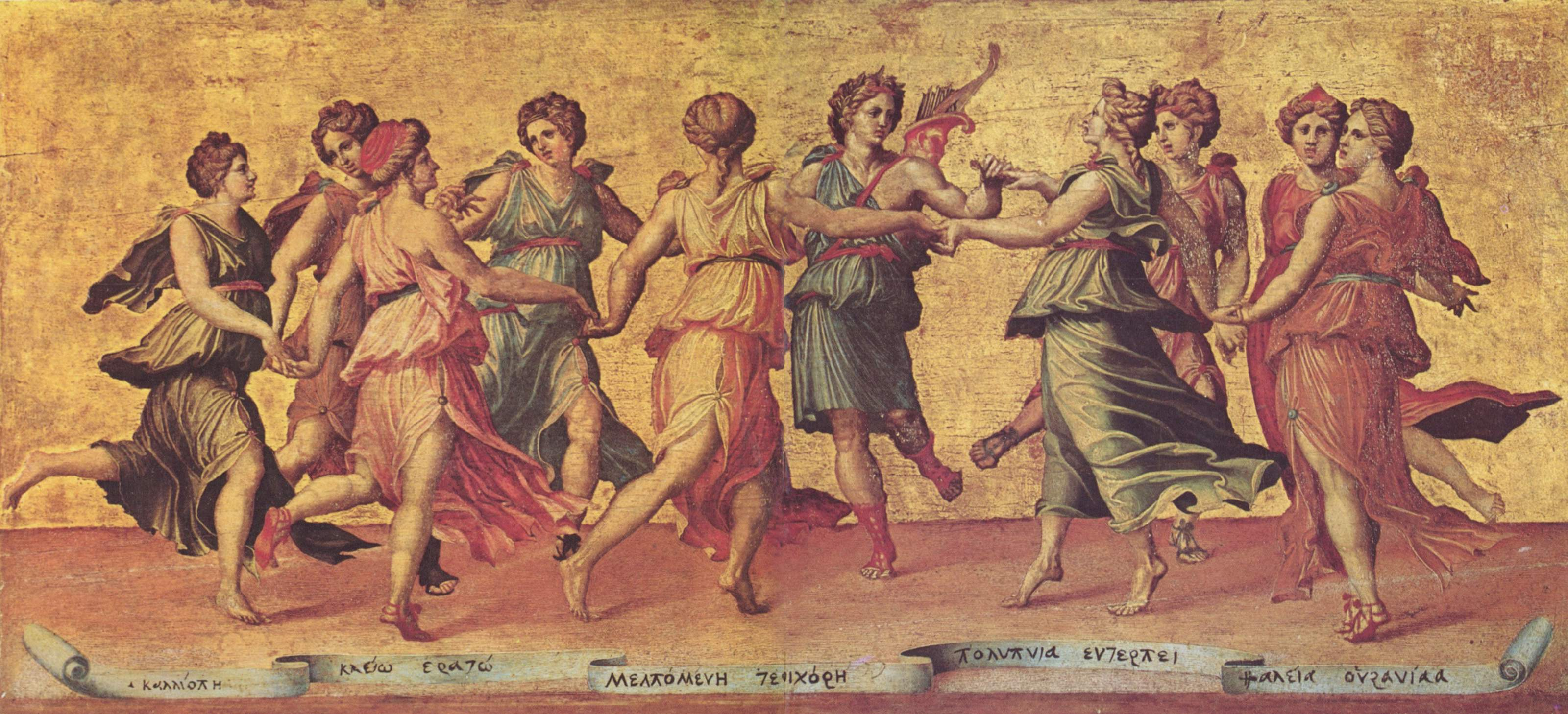
Les muses dansant avec Apollon, Dieu de la musique

Le prélude offre une analogie certaine avec le petit Tastada de la suite Terpsichore, extraite du Musicalischer Parnassus de Fischer. Il est animé de la même saturation de dissonances. Une autre source possible est le Tombeau sur la Mort de Mr Comte de Logy du luthiste et ami de Bach, Sylvius Leopold Weiss. Ici, l'harmonie est la même que dans le prélude ainsi que la tonalité. La parenté avec la sonatine de la cantate BWV 106 Actus Tragicus est également notée.

## Postérité

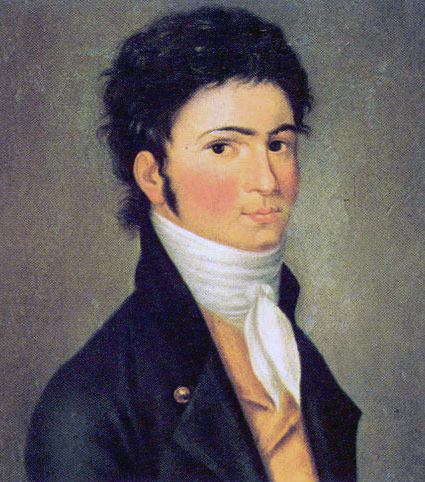
Beethoven vers 1800, portrait de C.T. Riedel, 1801.

Emmanuel Alois Förster (1748–1823) a arrangé la fugue pour quintette à cordes, interprété notamment par le Quatuor Emerson et Lawrence Dutton, alto.
Vers 1801–1802, comme exercice contrapuntique préparatoire à certaines œuvres de chambre, Beethoven réalise une transcription de l'œuvre pour quintette à cordes. La partition porte le numéro de catalogue Hess 38,,.
Théodore Dubois en a réalisé une version pour piano à quatre mains, publiée en 1914.
Heitor Villa-Lobos en a arrangé le prélude pour un orchestre de violoncelles à la demande du violoniste Antonio Lysy et publié chez Max Eschig,. Il place le prélude no 22 en premier et alterne quatre fugues avec deux autres préludes : Fugue no 5 (livre I), Prélude no 14 (livre II), Fugue no 1 (livre I), Prélude et fugue no 8 (livre I), Fugue no 21 (livre I). Le premier prélude a été enregistré par Antonio Lysy (le fils d'Antonio) dans un album intitulé South America.